# Nurlan Onschanow
Nurlan Baimoldauly Onschanow (kasachisch Нұрлан Баймолдаұлы Онжанов, russisch Нурлан Баймолданович Онжанов/Nurlan Bajmoldanowitsch Onschanow; * 25. November 1960) ist ein kasachischer Diplomat und zweimaliger kasachischer Botschafter in Deutschland. Er ist verheiratet und hat zwei Kinder.

## Biografie
Nurlan Onschanow wurde 1960 in Kasachstan geboren. Sein Studium schloss er an der Humboldt-Universität zu Berlin ab. Von 1983 bis 1986 war er Dozent in Almaty und bis 1992 tätigte er seine Forschungsarbeit in der russischen Hauptstadt Moskau. Bis 1994 war er Mitarbeiter, Abteilungsleiter und Ministerrat im Ministerium für Presse und Massenmedien der Republik Kasachstan. Von 1994 bis 1996 wurde er Oberreferent der Abteilung für internationale Beziehungen im kasachischen Präsidialamt.
1996 erfolgte seine Entsendung als Diplomat. Er wurde für zwei Jahre erster Sekretär und Botschaftsrat in Österreich und anschließend Botschaftsrat in der Schweiz. 2001 wurde er wieder als Abteilungsleiter für Wirtschaftspolitik im Außenministerium nach Kasachstan zurückbeordert. Von 2002 bis 2003 war Generalkonsul in Frankfurt am Main, bevor er erneut für das kasachische Außenministerium arbeitete. In den Jahren 2004 bis 2007 wurde er zum stellvertretenden Außenminister berufen. Von 2007 bis 2008 war er Assistent des Präsidenten der Republik Kasachstan für internationale Angelegenheiten.
Im März 2008 kehrte er als Botschafter in der Bundesrepublik Deutschland in den diplomatischen Dienst für Kasachstan zurück. Ab dem 3. Juni 2008 war er außerdem zusätzlich Botschafter Kasachstans in Dänemark. Ab Juli 2014 war er als Berater des kasachischen Präsidenten Nursultan Nasarbajew tätig. Seit Juli 2022 ist er erneut kasachischer Botschafter in Deutschland.